# Friedrich Pfeiffer
Friedrich Georg Pfeiffer (Augsburgo, 2 de maio de 1883 – Stuttgart, 21 de dezembro de 1961) foi um matemático alemão.
Pfeiffer estudou a partir de 1902 na Universidade Técnica de Munique e também na Universidade de Göttingen. Obteve um doutorado em 1907 na Universidade Técnica de Munique, seguindo em 1908 para o Instituto de Matemática Aplicada da Universidade de Göttingen e em 1910 para a Universidade Técnica de Gdańsk, onde obteve no mesmo ano a habilitação. Em 1911 foi Privatdozent na Universidade de Halle-Wittenberg. Na Primeira Guerra Mundial prestou serviço militar. Em 1916 foi professor extraordinário e em 1922 professor ordinário da Universidade de Heidelberg (recusou uma chamada para a Universidade Técnica da Renânia do Norte-Vestfália em Aachen em 1921). De 1992 até tornar-se professor emérito em 1951 foi professor ordinário da Universidade de Stuttgart.
Trabalhou com matemática numérica e problemas matemáticos da mecânica.
Foi desde 1925 membro da Academia Leopoldina.
Foi casado desde 1921 com Frieda Clara Brauer, filha do professor de matemática em Karlsruhe Ernst Brauer.